# Unionen af Baltiske Byer
Unionen af Baltiske Byer (engelsk: Union of the Baltic Cities), UBC er en sammenslutning af 107 byer i ti lande omkring Østersøen. Unionen tjener som et decentralt netværk på tværs af grænserne for kommunalt samarbejde i Østersøregionen.

## Oprettelse
Unionen af Baltiske Byer blev oprettet i september i 1991 i Gdańsk, Polen, af 32 byer i den baltiske region. Grundlaget er forpligtelse til en fælles udvikling af demokrati, økonomi, sociale forhold, kulturel udveksling og miljøbeskyttelse mellem medlemsbyerne.

## Organisation
Unionens øverste organ er en konference, der afholdes hvert andet år i en medlemsby. Konferencen vælger et udøvende råd, blandt repræsentanterne for de tilsluttede byer. Ud over det udøvende råd har UBC nedsat 12 kommisioner og en arbejdsgruppe: Kommissionen for Økonomisk samarbejde, Kultur kommissionen, Uddannelses kommissionen, Energi kommissionen, Miljø kommissionen, Ligestillings kommissionen, Kommissionen for Sundhed og Sociale Anliggender, Sports kommissionen, Turisme kommissionen, Transport kommissionen, Byplanlægnings kommissionen, Kommissionen for ungdomsspørgsmål og arbejdsgruppen for Lokal Sikkerhed & Offentlig Orden.
Generalforsamlingen vælger formanden for UBC, der bistås af tre næstformænd og et sekretariat. Hjemstedet for sekretariatet er Gdańsk. Den nuværende formand for UBC er Per Bødker Andersen, tidl. borgmester i Kolding Kommune.

## Medlemsbyer
- Danmark:

Århus, København, Fredericia, Guldborgsund, Horsens, Køge, Kolding, Næstved, Vordingborg
- Estland:

Elva, Haapsalu, Jogeva, Jõhvi, Kärdla, Keila, Kuressaare, Maardu, Narva, Paldiski, Pärnu, Sillamäe, Tallinn, Tartu, Viljandi, Võru
- Finland:

Espoo, Helsinki, Järvenpää, Jyväskylä, Kemi, Kotka, Lahti, Mariehamn, Pori, Tampere, Turku, Vaasa
- Letland:

Cēsis, Jēkabpils, Jelgava, Jurmala, Liepāja, Rēzekne, Riga, Tukums
- Litauen:

Gargzdai, Kaunas, Klaipeda, Marijampolė, Palanga, Panevėžys, Šiauliai, Vilnius
- Norge:

Bergen, Kristiansand
- Polen:Szczecin (Stettin, Polen): The Tall Ships' Races 2007

Chojnice, Elbląg, Gdańsk, Gdynia, Koszalin, Krynica Morska, Łeba, Malbork, Międzyzdroje, Pruszcz Gdański, Reda, Słupsk, Sopot, Szczecin
- Rusland:

Baltijsk, Kaliningrad, Kronstadt, Lomonosov, Peterhof, Sestroretsk, Skt. Petersburg
- Sverige:

Gävle, Göteborg, Kalmar, Karlskrona, Karlstad, Kristianstad, Linköping, Luleå, Malmö, Nacka, Norrtälje, Nyköping, Örebro, Oskarshamn, Robertsfors, Stockholm, Sundsvall, Trelleborg, Umeå, Västervik, Växjö, Visby
- Tyskland:

Greifswald, Kiel, Lübeck, Rostock, Wismar